# Jeřábek kanadský
Jeřábek kanadský (Bonasa umbellus) je středně velký druh tetřeva obývající lesnaté oblasti severu Spojených států amerických a střední a jižní části Kanady. Jedná se o jediného zástupce monotypického rodu Bonasa. Je to pták zavalitého tvaru s malou hlavou, zakulacenými křídly, silnýma nohama a dlouhým ocasem, který má při rozevření vějířovitý tvar. Jeřábci mají nenápadné, hnědě zbarvené opeření s bílým a tmavým kropením, které jim pomáhá dobře splynout s okolím. Opeření sahá až dolů až k zánártí, prsty jsou bez peří.
Jeřábci kanadští jsou proslulí svým unikátním tokem zahrnujícím tzv. bubnování. Během jara kohouti vábí samice na svá teritoria pomocí rychlého mávání křídel před tělem, čímž vytváří dočasné vakuum a následkem i zvuky připomínající bubny. Poté, co si samice vybere svého bubeníka, dojde ke krátké kopulaci. Stavbu hnízda, inkubaci i výchovu mláďat obstarává pouze samice. Snůšku tvoří nejčastěji 10–12 vajec, inkubační doba trvá 23–24 dní.  Prekociální a nidifugní kuřata do 24 h po narození opouští hnízdo a začínají si shánět potravu. Drží se v blízkosti matky až do věku 12–15 týdnů, kdy se kuřata osamostatňují.
Živí se převážně rostlinnou stravou, základ jídelníčku tvoří stromový materiál jako pupeny, jehnědy, kořínky, větvičky stromů, žaludy a další semena. V teplých měsících si zpestřuje menu bobulemi a hmyzem. Druh je místy velmi hojný i přesto, že je oblíbenou kořistí celé řady druhů dravých ptáků a šelem. Na jeho vejcích hodují i někteří hadi a vrány. Jedná se o vyhledávaného lovného ptáka severoamerických lovců. Vytváří dvě formy (červenou a šedou) a velkou řadu poddruhů.

## Taxonomie
Druh byl poprvé popsán ve 12. vydání Systema Naturae Carla Linného z roku 1766. Linné druh pojmenoval jako Tetrao umbellus. Druh zařadil po bok euroasijských tetřevů (Tetrao). S rodem Bonasa přišel až britský přírodovědec John Francis Stephens v roce 1819.
Rod Bonasa je monotypický, čili zahrnuje pouze jeřábka kanadského. Název rodu Bonasa je odvozen z latinského výrazu bonasus, který je zároveň druhovým jménem zubra evropského a vznikl zřejmě podobnosti bubnovacích zvuků vydávaných jeřábky v době námluv se zvuky zubra. Druhové jméno umbellus pochází z latinského umbella („deštník“) a odkazuje k prodlouženému opeření na krku samců, které při rozevření připomíná deštník.
Jeřábek kanadský tvoří 2 formy (šedou a červenou (červená forma je někdy označována jako hnědá či hnědo-žlutá)) a velkou řadu poddruhů. Problematika poddruhů u jeřábků kanadských je komplexní – jednotlivé poddruhy se mohou lišit geografickým rozšířením, velikostí těla i odstínem peří. Snahy o zobecnění odstínů opeření u poddruhů je dále komplikována výskytem zmíněných dvou forem. Mírně odlišné odstíny v opeření poddruhů jsou dávány do spojitostí s typem vegetace v areálu poddruhu a místním klimatem. Počet rozeznávaných poddruhů se může mírně lišit v závislosti na zdroji. IOC World Bird List k roku 2024 rozeznával 13 poddruhů, které jsou spolu s prvním popisem a místem výskytu uvedeny v seznamu níže:
- B. u. yukonensis (Grinnell, 1916) – Aljaška a severozápadní Kanada
- B. u. umbelloides (Douglas, 1829) – jihovýchodní Aljaška, střední Kanada, Oregon, Wyoming
- B. u. labradorensis (Ouellet, 1991) – Labradorský poloostrov
- B. u. castanea (Aldrich a Friedmann, 1943) – Olympijský poloostrov
- B. u. obscura (Todd, 1947) – severní Ontario
- B. u. sabini (Douglas, 1829) – západní pobřeží USA i Kanady
- B. u. brunnescens (Conover, 1935) – ostrov Vancouver
- B. u. togata (Linnaeus, 1766) – středo-severní části USA, jihovýchodní Kanada
- B. u. mediana (Todd, 1940) – středo-severní části USA
- B. u. phaios (Aldrich a Friedmann, 1943) – od jihovýchodní Britské Kolumbie do středo-jižního Idaha a východního Oregonu
- B. u. incana (Aldrich a Friedmann, 1943) – od jihovýchodního Idaha po střední Utah
- B. u. monticola (Todd, 1940) – střední a středo-východní USA
- B. u. umbellus (Linnaeus, 1766) – středo-východní USA

Vybraná dobová vyobrazení
19. století
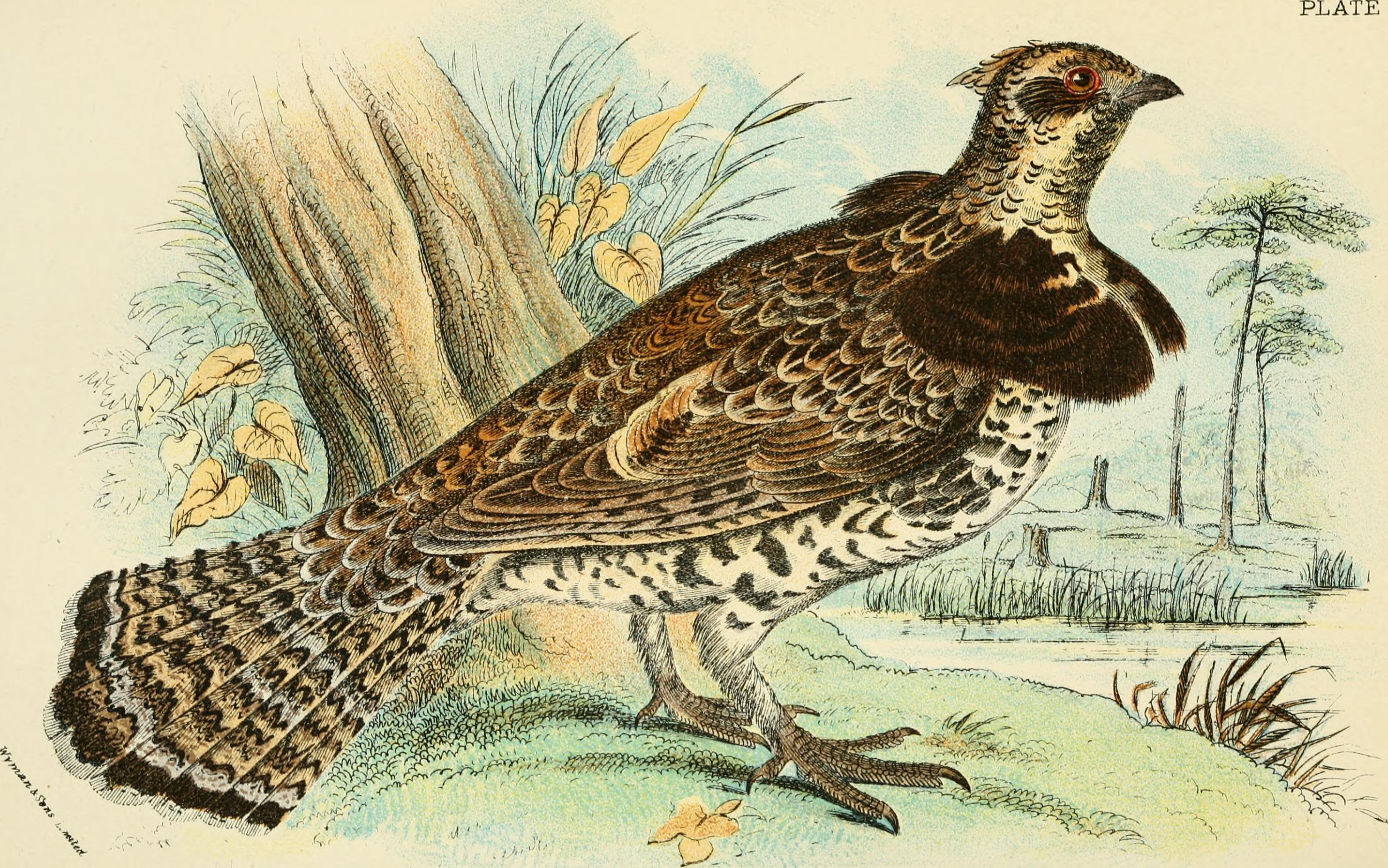
1896
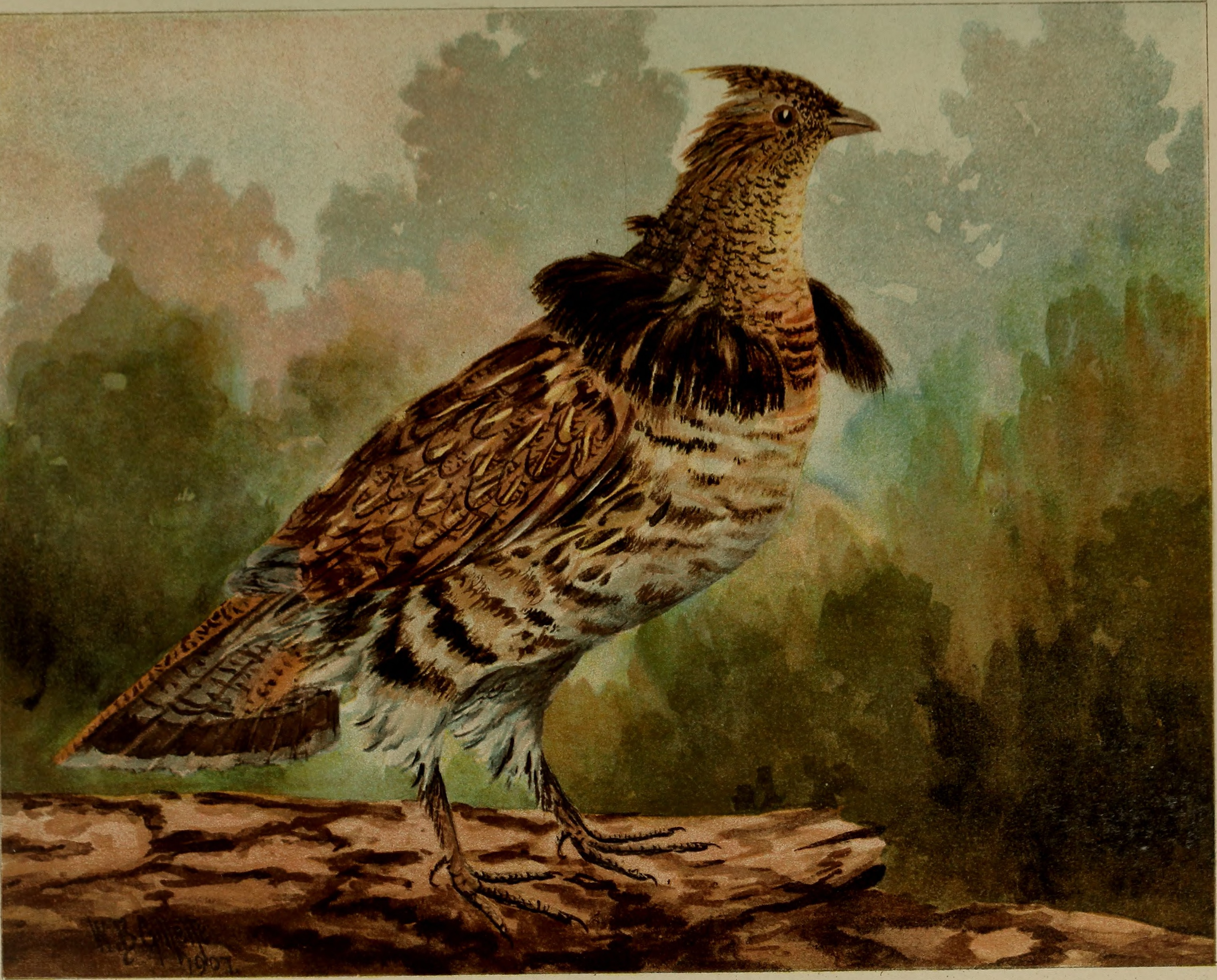
1903
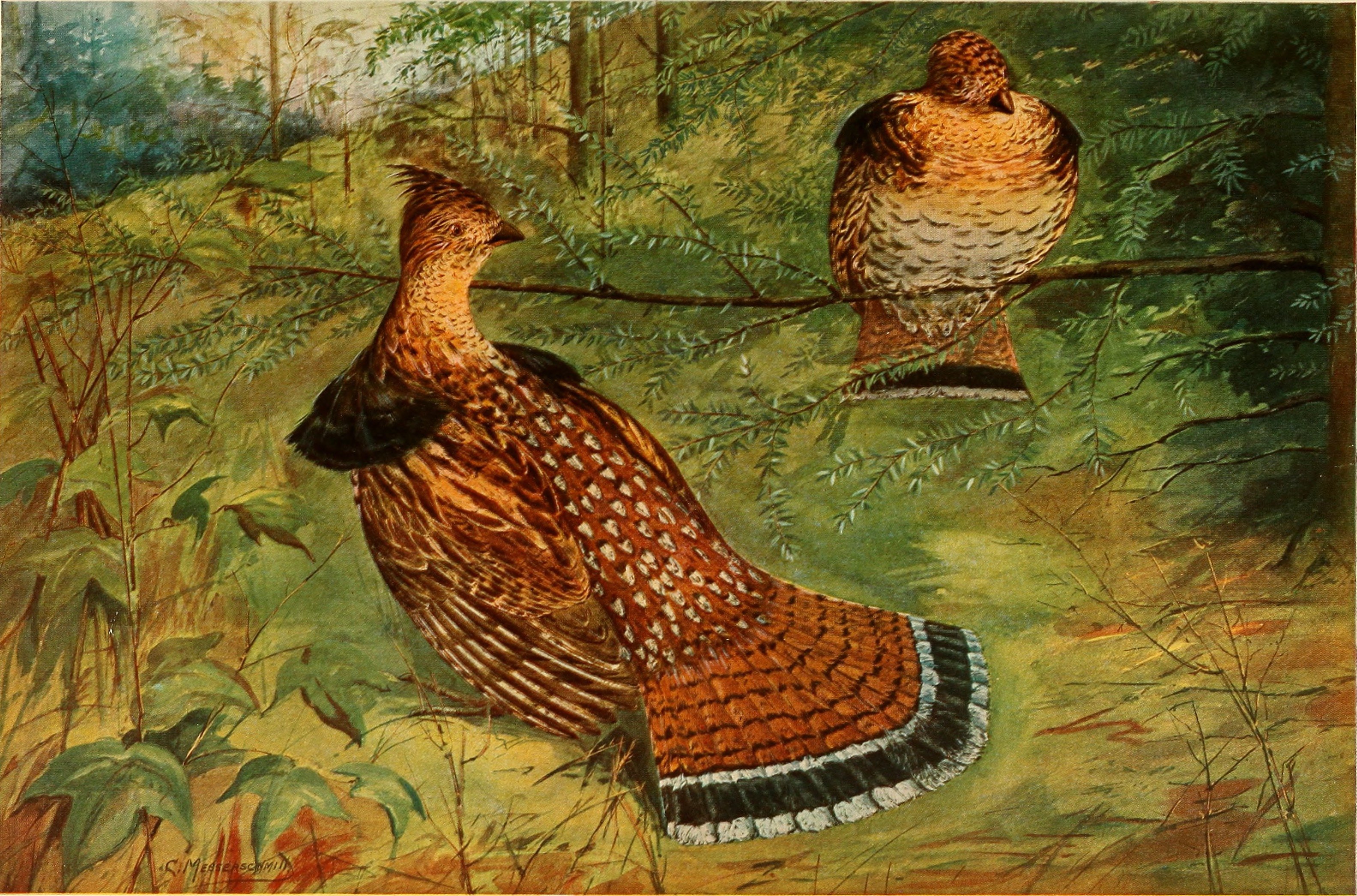
1906
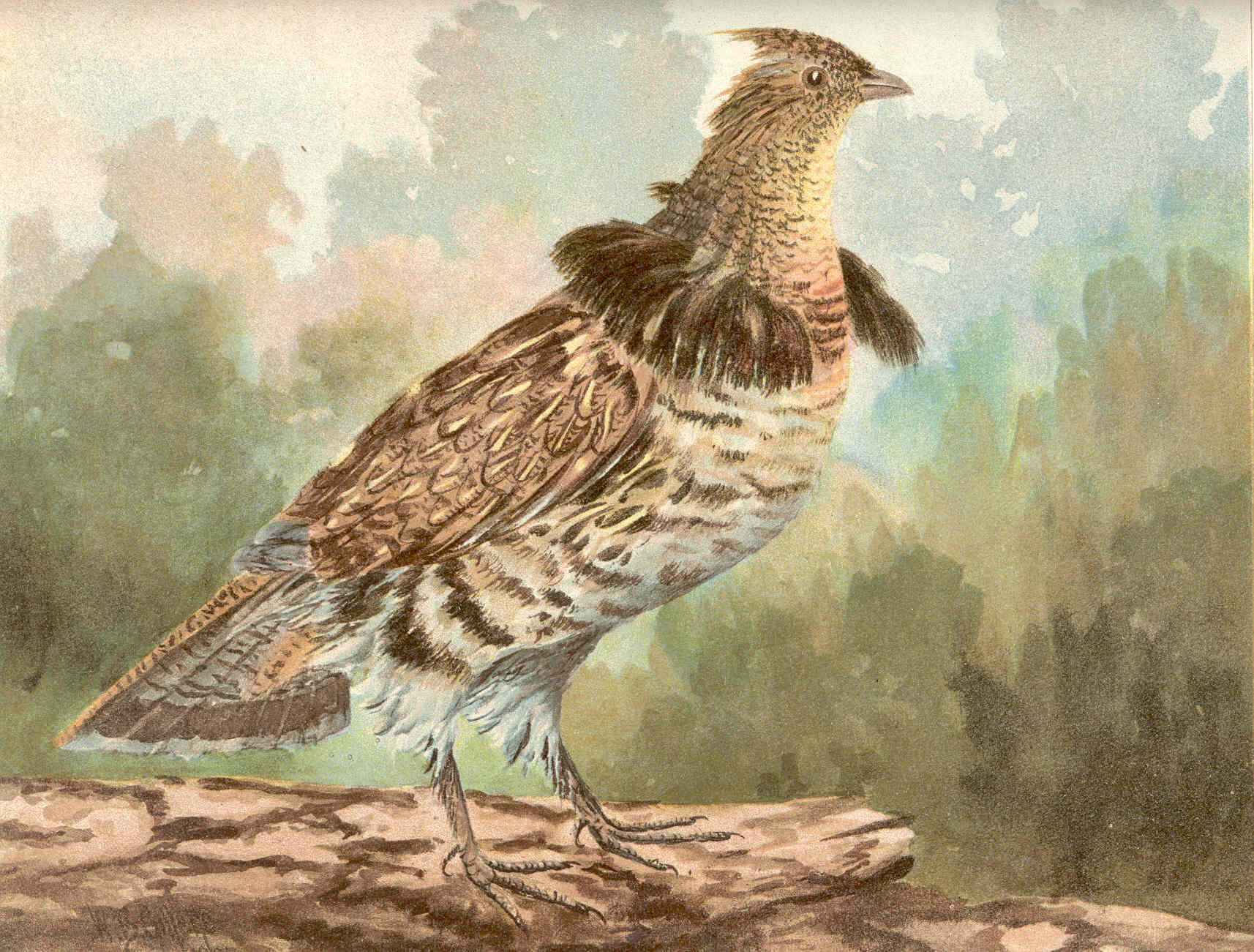
1907
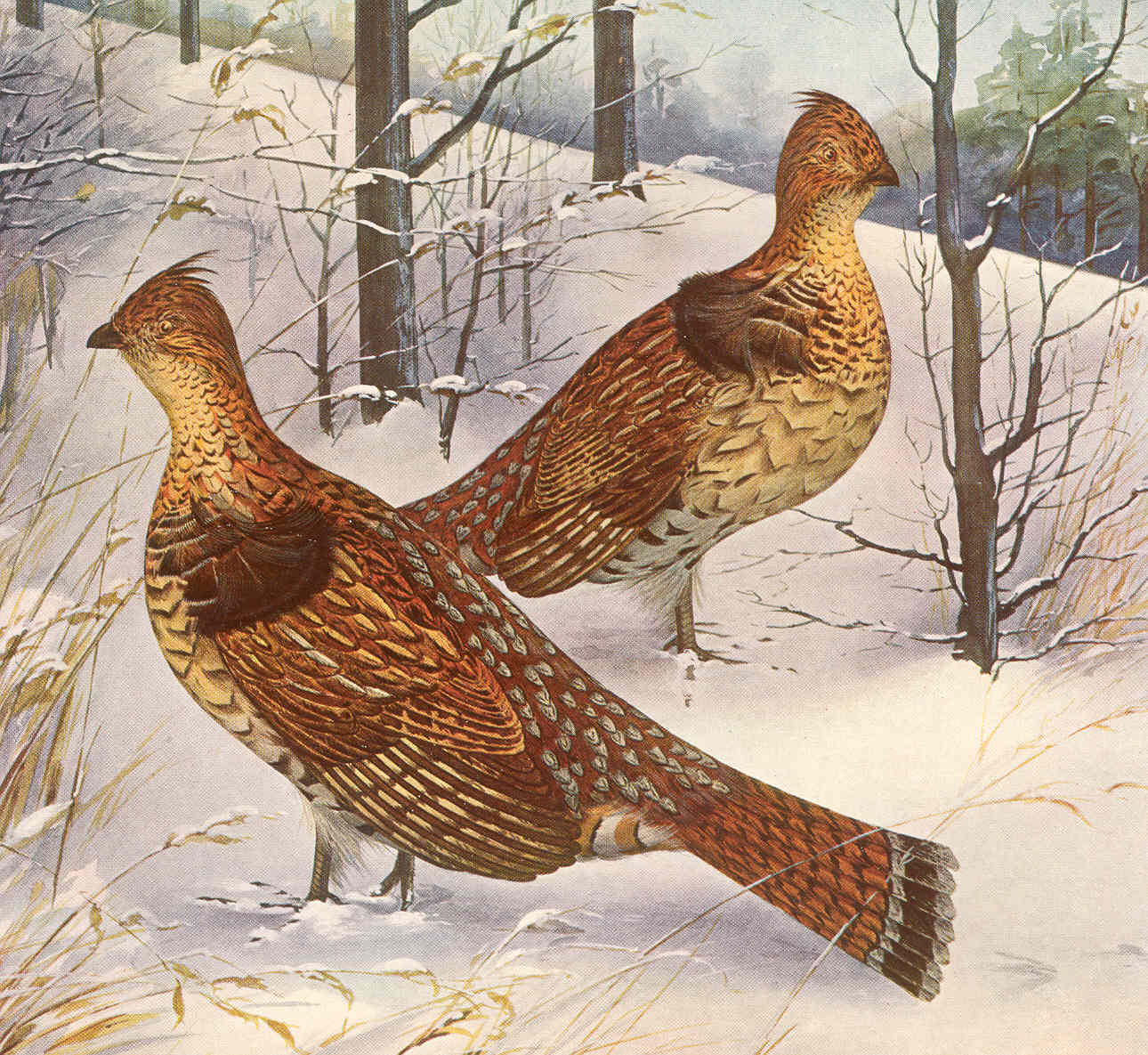
1910
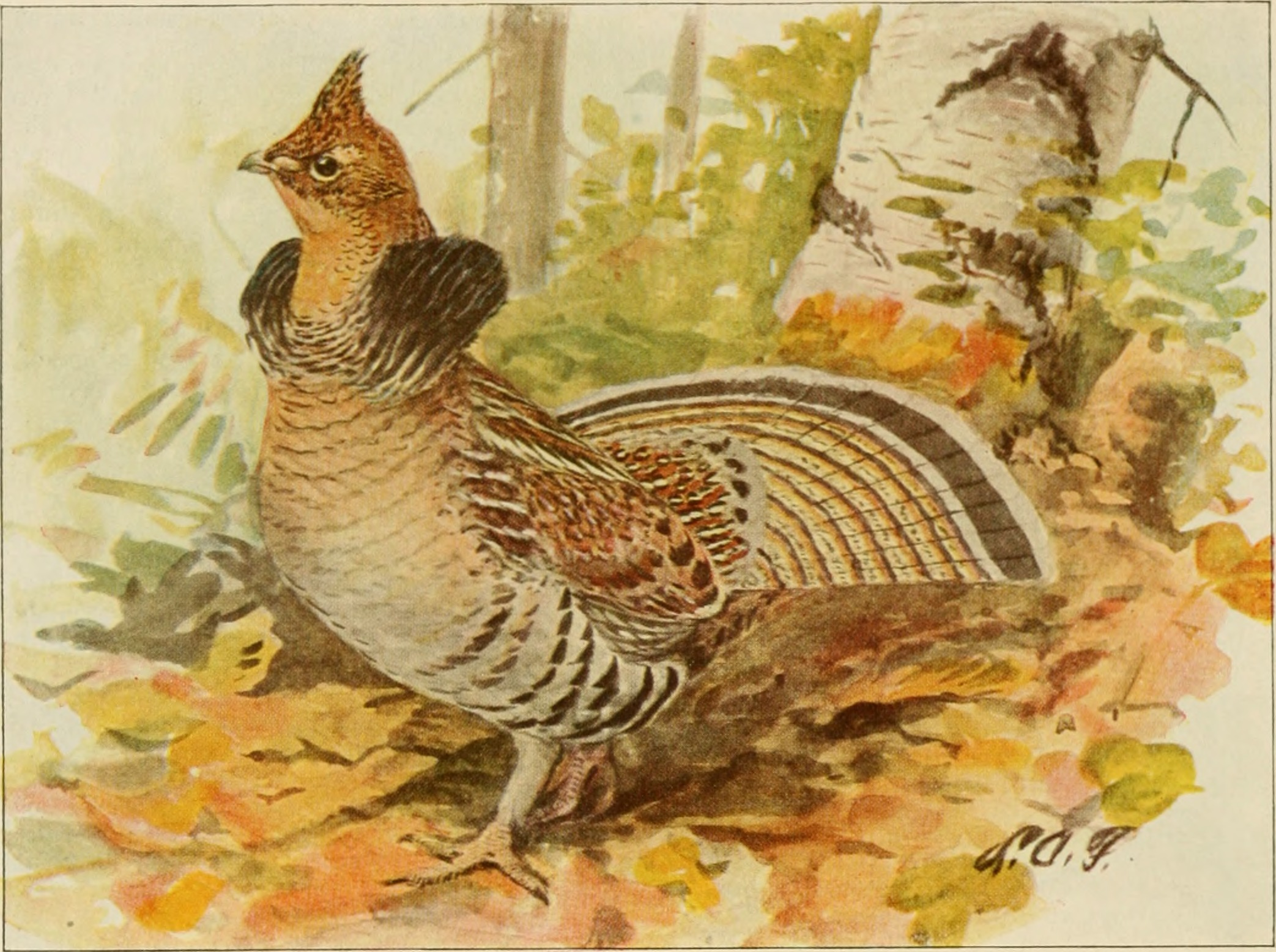
1918

## Popis
Jedná se o středně velkého tetřeva s dlouhým zakulaceným ocasem. Prodloužené peří na korunce tvoří chocholku, která se v případě vyrušení vzpřímí. Peří na stranách krku je výrazně prodloužené a v době toku se může výrazně vzedmout, až vytvoří kolem celého krku výrazné límec, který připomíná tlustou šálu. Nohy jsou šedo-černé, silné a opeřené – peří sahá dolů až k zánártí, silné prsty jsou holé. Oranžový hřebínek je nenápadný a viditelný jen u kohoutů. Krátký zobák je černý, duhovka tmavě hnědá. Pohlavní dvojtvárnost je nenápadná. Vyskytuje se ve dvou formách: červené a šedé. Rozdíl mezi oběma formami je nejvýraznější v odlišném zbarvení ocasu (našedlá vs načervenalá).
Kohouti mají většinu těla zbarvenou hnědě, hnědo-žlutě či šedo-hnědě. Konkrétní odstín se liší podle formy a poddruhu. Hnědé opeření je protkáno kombinací bílého a tmavého kropení. Křídla jsou spíše tmavě pruhovaná než kropenatá. Těsně za okem je viditelný krátký světlý oční proužek. Peří po stranách krku je prodloužené a v klidovém stavu připomíná spíše černé skvrny než dlouhá pera. Ve ztopořeném stavu však vytváří výrazný hnědo-černý široký límec. Kostřec a vrchní ocasní krovky mají zřetelné bílé trojúhelníkové vzory. Ocas je šedý nebo až načervenalý s tenkými příčnými černými proužky. Ocasní pera jsou u konce zakončena černým tlustým pruhem, kterému někdy předchází tenký bílý proužek a na jeho druhé straně, tedy na úplném konci ocasu, se nachází tenký šedý proužek.
Slepice se podobají kohoutům s tím rozdílem, že jejich opeření je poněkud mdlejších a fádnějších barev. Střední ocasní pera nemají zakončovací tlustý černý pruh. Prodloužená pera kolem krku nejsou tak dlouhá jako u samců a bílé vzorkování kostřece a vrchních ocasních krovek není tak výrazné jako u kohoutů. Juvenilní jedinci silně připomínají slepice. Jsou nicméně menší, jejich ocas je jen velmi krátký bez černého zakončení. Adultní opeření nabírají již na první podzim, tzn. několik měsíců po vyklubání.
Délka těla jeřábků je 43–48 cm. Kohouti bývají nepatrně větší a těžší než samice. Délka křídla u samců je 17–19 cm a celková váha kolem 600–650 g. Slepičí křídlo měří o několik milimetrů méně a váha těla se pohybuje kolem 500–590 g.

## Biologie

### Chování

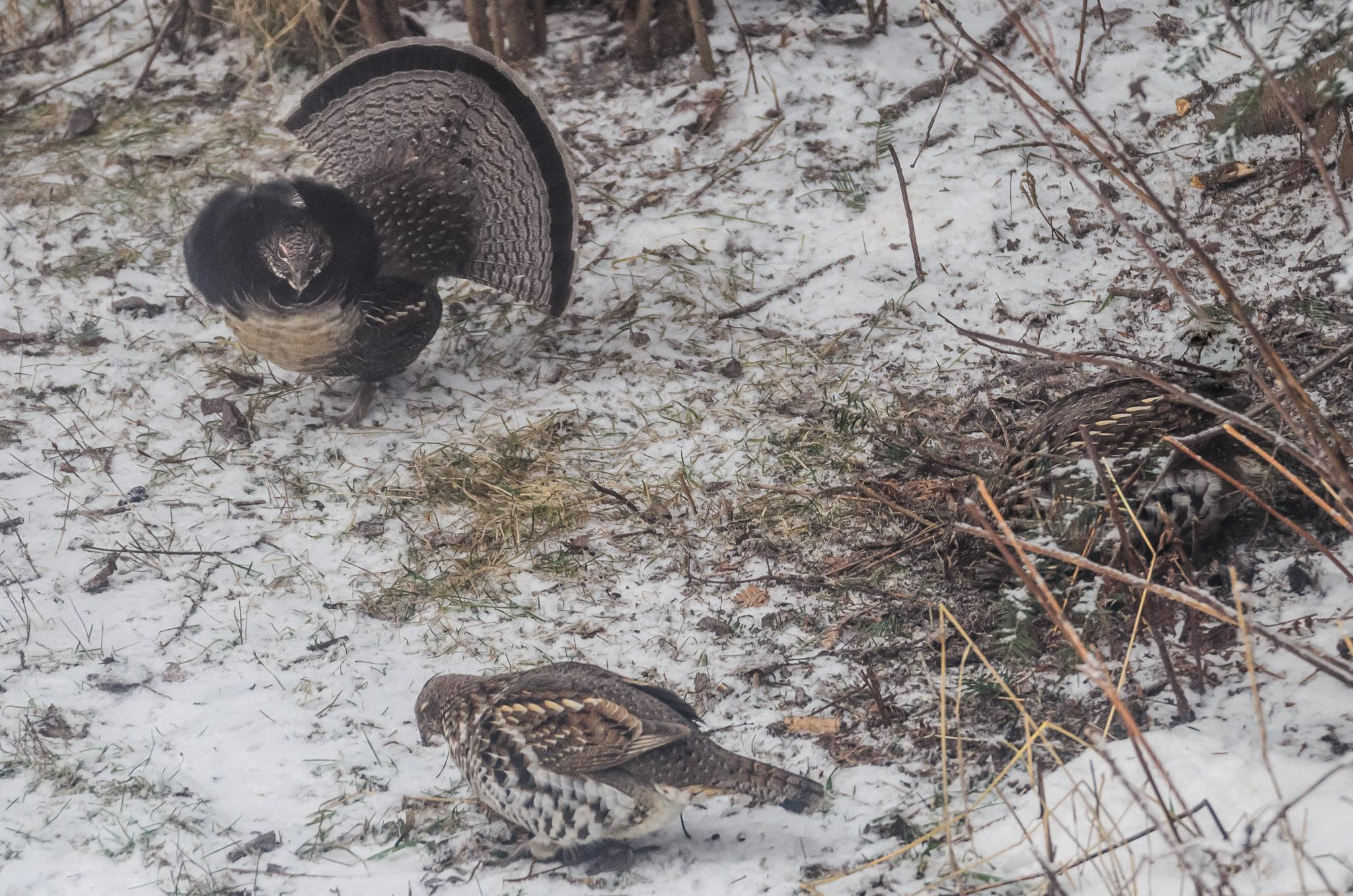
Kohout snažící se zapůsobit na samici svým vějířovitým ocasem a ztopořenými krčními pery

Jedná se o stálé (nemigrující) ptáky, kteří celý život stráví ve stejné oblasti o maximálně výměře několika desítek hektarů. Většinu roku žijí samotářsky, pravidelně se shromažďují jen na jaře a v létě v době toku. Na podzim a v zimě mohou tvořit dočasná hejna nepříbuzných ptáků, kteří společně využívají stejné krmoviště. Stejně jako řada ostatních druhů tetřevů, i jeřábek kanadský není příliš dobrý letec a když už se rozletí, popoletí jen kousek. Let používá hlavně jako poslední způsob obrany před predátory; v případě menšího ohrožení se spíše uchyluje k rychlému odběhu. Nevalné schopnosti dálkového letu si vynahrazuje jednak obratným šplháním po tenkých větévkách s cílem sezobat pupeny, a jednak krátkými akrobatickými vzlety plné přemetů a náhlých směrových změn, které jeřábkovi umožňují prodrat se spletitým hustým houštím.
Ve volné přírodě lze jeřábka spíše slyšet než vidět. Kromě bubnování jeho přítomnost prozradí hromádky bílého či hnědého trusu kuželkovitého tvaru o tloušťce tužky. Hromádky trusu společně s hromádkami peří poskytují indikaci o bubnovacím stanovišti, tzn. místu, kde dochází k bubnování jeřábků. Jeřábci přepeřují postupně od počátku jara do října.

### Tok
Rozmnožovací strategie jeřábků je známa jako skupinový tok. Mladí jedinci jsou již od mládí silně teritoriální a se zakládáním teritorií mohou začít již ve věku 6 měsíců. Velikost teritorií osciluje mezi cca 2–4,4 hektary. Po založení teritoria jeřábci začnou s bubnováním a obranou teritorií proti ostatním samcům. Samci si každý rok utváří nové teritoriální hranice, které jsou typicky v bezprostřední blízkosti těch loňských (nová teritoria bývají do 100 m od těch loňských). Slepice teritoriální nejsou, nicméně obývají malá stálá území o 2–14 hektarech. Slepice se tedy pohybují ve větší oblasti než samci a každoročně navštíví hned několik samčích teritorií.

#### Bubnování
Kohout nejdříve vyleze či nalítne na vyvýšeninu, kterou může být např. pařez, balvan pokrytý mechem nebo spadlý kmen stromu. Toto bubnovací stanoviště se typicky nachází v otevřenější části jeho teritoria. Drápy se pevně zaryje do povrchu povrchu pod sebou. Roztáhne ocas, kterým se zapře do povrchu pod sebou – bez použití ocasu by jeřábek nebyl schopen bubnovat, protože by sám sebe odvál odstředivou silou svých křídel. Kohout na to začne pomalu, avšak vehementně tlouct křídly o sebe, čímž se začne vytvářet mezi křídly vakuum a následně i zvuky podobné zvuku bubnů. Frekvence zvuků bývá pod 100 Hz. Jeřábek nejdříve tluče pomalu, avšak tlukot se rychle zintenzivňuje. Textově by šlo zvuky zaznamenat jako bum ... bum ... bum.. bum.. bum. bum. bum bum bum-bum-bum-bum-bum-bmmmmmmm. Průměrně jeřábci bijí křídly o sebe 45–50× a jeden takovýto bubnovací cyklus trvá cca 8–10 vteřin. V čase bubnování jeřábek bubnuje cca každých 3–5 minut, přičemž nejčastěji bubnuje časně z rána, méně navečer a spíše příležitostně přes den nebo v noci. Při bubnování se jeřábkovi načepýří prodloužená krční pera.
Bubnování je v podstatě způsob, jak kohouti dávají najevo slepicím svou přítomnost. Kohouti doufají, že slepice tím nalákají na svá teritoria. Bubnují jen kohouti. I když může k bubnování docházet po celý rok, nejčastěji nastává na jaře v době hnízdění s vrcholem na počátku dubna v jižních oblastech areálu jeřábků a na počátku května v severních částech areálu. V zimě je bubnování nejméně časté.

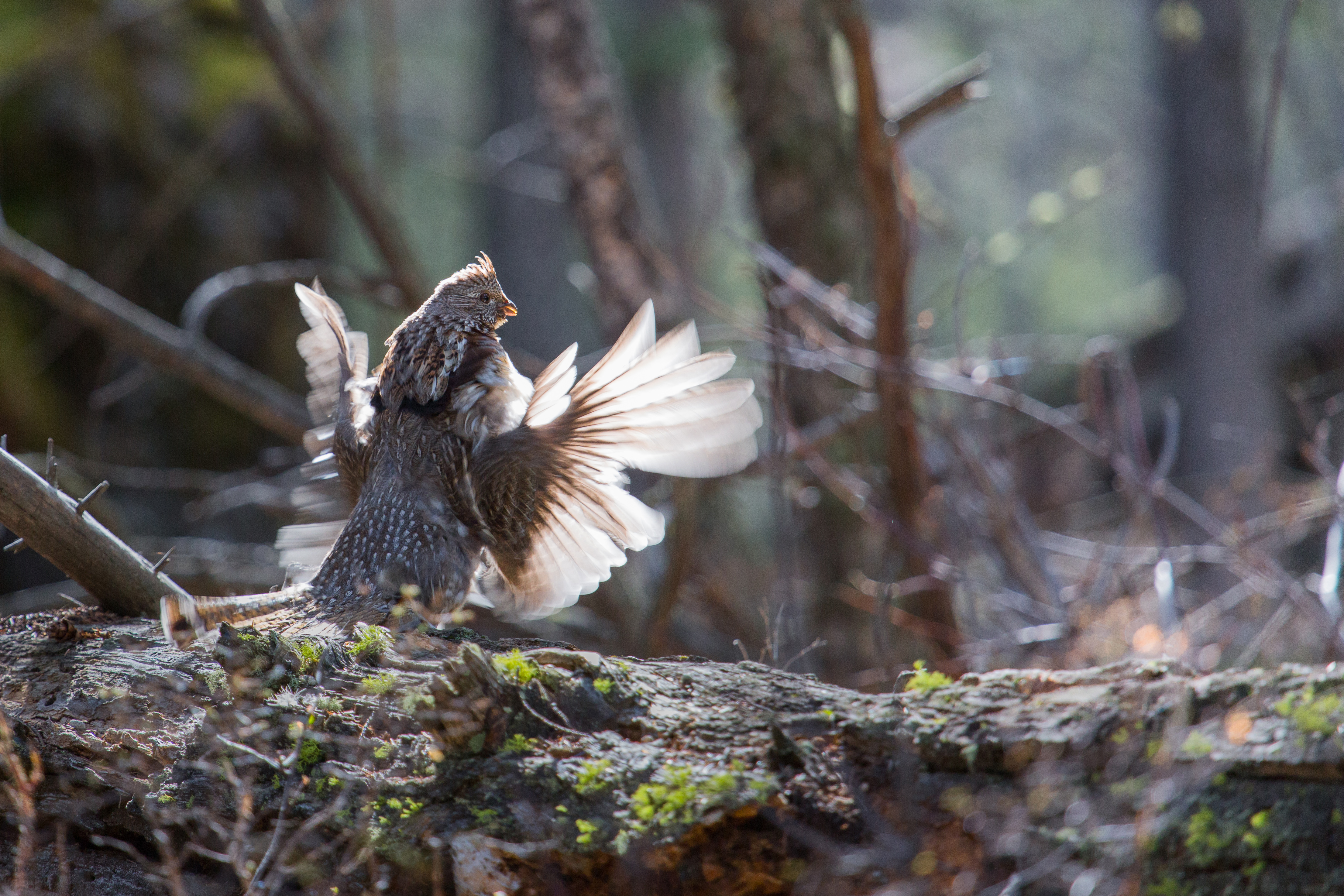
Kohout při bubnování na typickém bubnovacím stanovišti – spadlém stromu

Zvládnutí bubnovacích technik vyžaduje pilnou praxi. V přírodě byli pozorováni juvenilní jedinci, kteří sice mávali křídly, avšak nevydávali přitom žádný zvuk. Jedinci starší 1 roku už mají bubnování zvládnuté.
Řada kohoutů zaujme pozici na bubnovacím stanovišti již během noci. Na bubnovací aktivity jeřábků má vliv i počasí – za bouřek a vydatných dešťů k bubnováním nedochází, nicméně během vlhkých stabilních rán bývají bubnovací aktivity největší. To je patrně dáno příhodnými podmínkami pro šíření bubnovacích zvuků. V případě zvýšené kompetice kohoutů může docházet k tzv. bubnovacím duelům. Byli pozorováni kohouti napodobující bubnování svého nedalekého souseda, nebo kohouti začínající své bubnování ihned po skončení bubnování sousedního samce. Pokud dojde z jakéhokoliv důvodu k odstranění samce (např. vlivem predátorství), na jeho místo nastupuje samec jiný, často některý z juvenilních jedinců, kteří se potulují kolem ve snaze najít si teritorium. V letech vysoké populační početnosti jeřábků může docházet ke sdílení bubnovacího stanoviště, tzn. dva kohouti bubnují na dohled od sebe, např. na sousedních spadlých stromech. Bubnování je energeticky vysoce náročná činnost, která navíc ukrajuje podstatnou část dne kohoutů, kterou by mohli strávit krmením. Následkem toho koncem hnízdního období, kdy se s intenzivním bubnováním končí, jeřábci ztrácí až 10 % své váhy.
Počet úderů během bubnování i jejich frekvence je vysoce individuální, tzn. bubnování každého jeřábka je unikátní. Není nicméně jasné, zda je tato odlišnost záměrná a zda tedy má v ekologii druhu patřičnou funkci, tzn. zda jeřábci těchto odlišných zvuků využívají např. při identifikaci kohoutů slepicemi, nebo zda se jedná spíše o náhodný faktor.

#### Mláďata

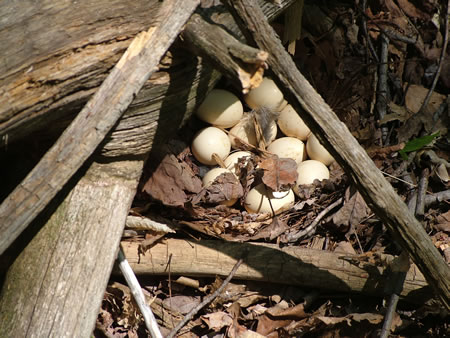
Hnízdo jeřábků

Jakmile si slepice vyhlídne nejlepšího místního bubeníka, dojde ke krátké kopulaci. Slepice často obejde hned několik kohoutích teritorií a kopuluje s několika kohouty (taktéž kohout se často páří s více samicemi). Po kopulaci kohout zůstane na svém teritoriu a bubnuje dále a o samici ani o své případné potomky se již nezajímá. Slepice stráví 3–7 dní stavěním hnízda, které představuje vyhrabaný mělký důlek v zemi vystlaný listy, peřím a trávou. Hnízdo se nachází mimo kohoutí teritorium a někdy i mimo běžnou oblast výskytu slepice. Hnízdo je nejčastěji umístěno vedle skály nebo kmene spadlého či živého stromu. Samice klade nejčastěji 10–12 vajec. Ke kladení vajec dochází od března do května, nejčastěji v dubnu a květnu. Vejce jsou krémová až narůžovělá, někdy s hnědými jemnými flíčky. Inkubační doba trvá 23–24 dní a samice sedí na vejcích kolem 96 % svého času. Dochází pouze k jedné snůšce, avšak v případě časného zániku snůšky může dojít k náhradní snůšce.
Prekociální a nidifugní kuřata do 24 h po narození opouští hnízdo a začínají si samostatně shánět potravu. Mláďata se rodí obalena prachovým peřím, které je hned v prvním týdnu nahrazeno juvenilním šatem. Koncem prvního týdne života již umí létat. Kuřata zůstávají v blízkosti matky do věku 12–15 týdnů. Během tohoto období matka chrání své potomstvo před predátory, kteří zvláště na kuřata číhají v hojném množství. K obranným strategiím slepic patří hlavně zlákání pozornosti predátora na sebe pomocí syčení, mlaskání nebo simulace zlomeného křídla. V případě, že se predátor přiblíží na dosah, slepice hbitě vyletí do vzduchu a rychle uletí pryč. K disperzi kuřat typicky dochází na podzim. Obecně platí, že samice odlétají dále než samci.
V 16–17 týdnech dojde k dalšímu přepeření, které již dává juvenilním jeřábkům adultního šatu. Po zbytek léta se juvenilní jedinci intenzivně vykrmují. V prvních týdnech jí pouze hmyz, avšak koncem léta již běžně konzumují i rostlinnou stravu.

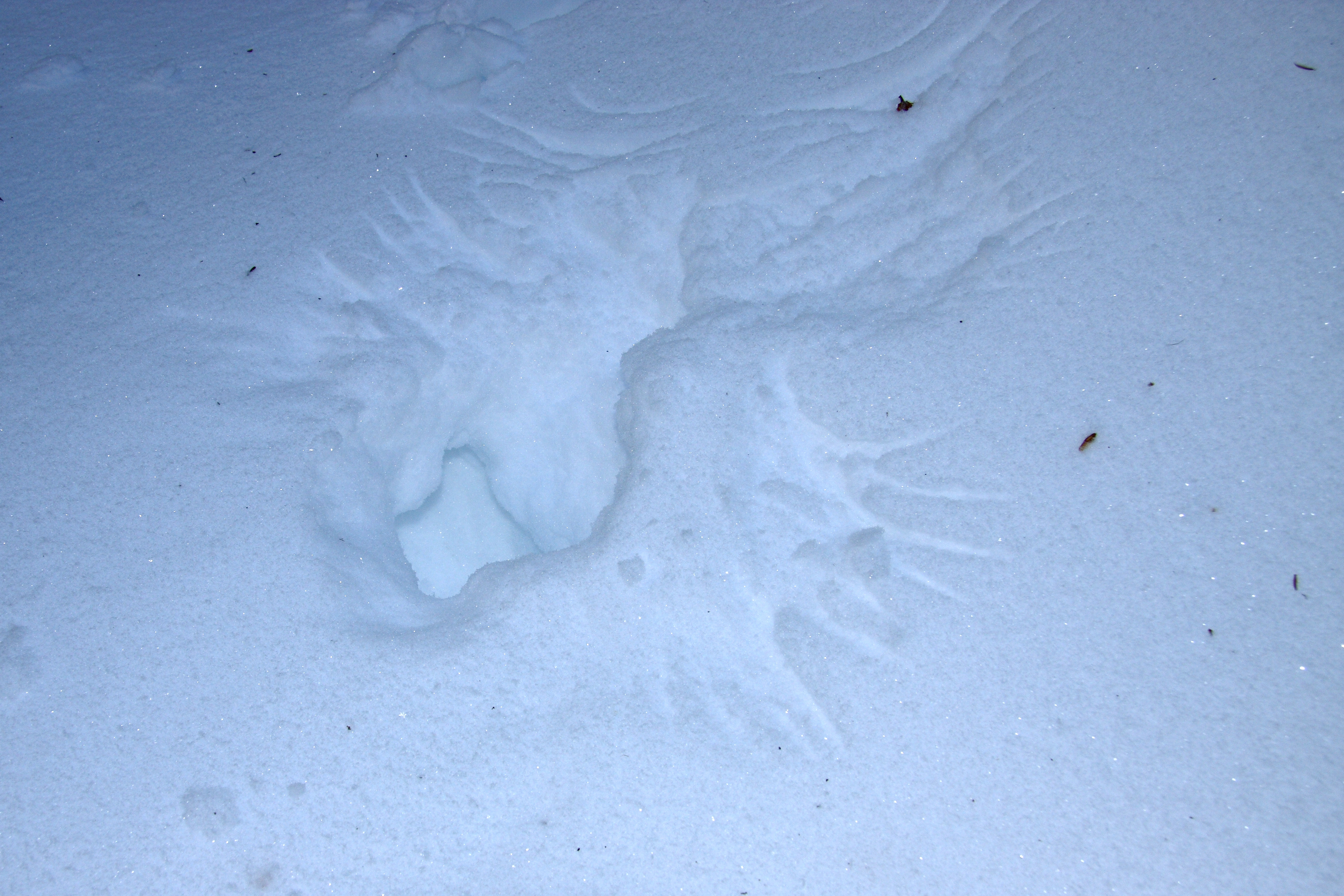
Sněžná díra jeřábka

### Zimování
V zimě jeřábci hřadují hlavně na stromech, i když při sněhové nadílce si rádi vyhrabou díru ve sněhu, kde přečkají i několik dní, než se sněhová bouře přežene, a pak se vyhrabou. Sněžné díry poskytují ochranu před počasím i predátory. Jeřábkům vyhovují dlouhé zimy s hlubokým měkkým sněhem, ve kterém se snadno vyhrabávají úkryty. V případě tvrdého sněhu se zmrzlou krustou na povrchu jsou jeřábci nuceni hřadovat ve stromoví a jsou tak mnohem náchylnější k predaci. Při zvláště tuhých mrazech ptákům hrozí umrznutí.
V zimě se jeřábkům po stranách prstů vyvinou rohovité výběžky, které jim pomáhají v pohybu po sněhu. Tyto výběžky zvětšují došlapovou plochu noh a jeřábci se tak neboří tolik do sněhu. Výběžky v podstatě fungují na principu sněžnic.

### Dožití, predátoři

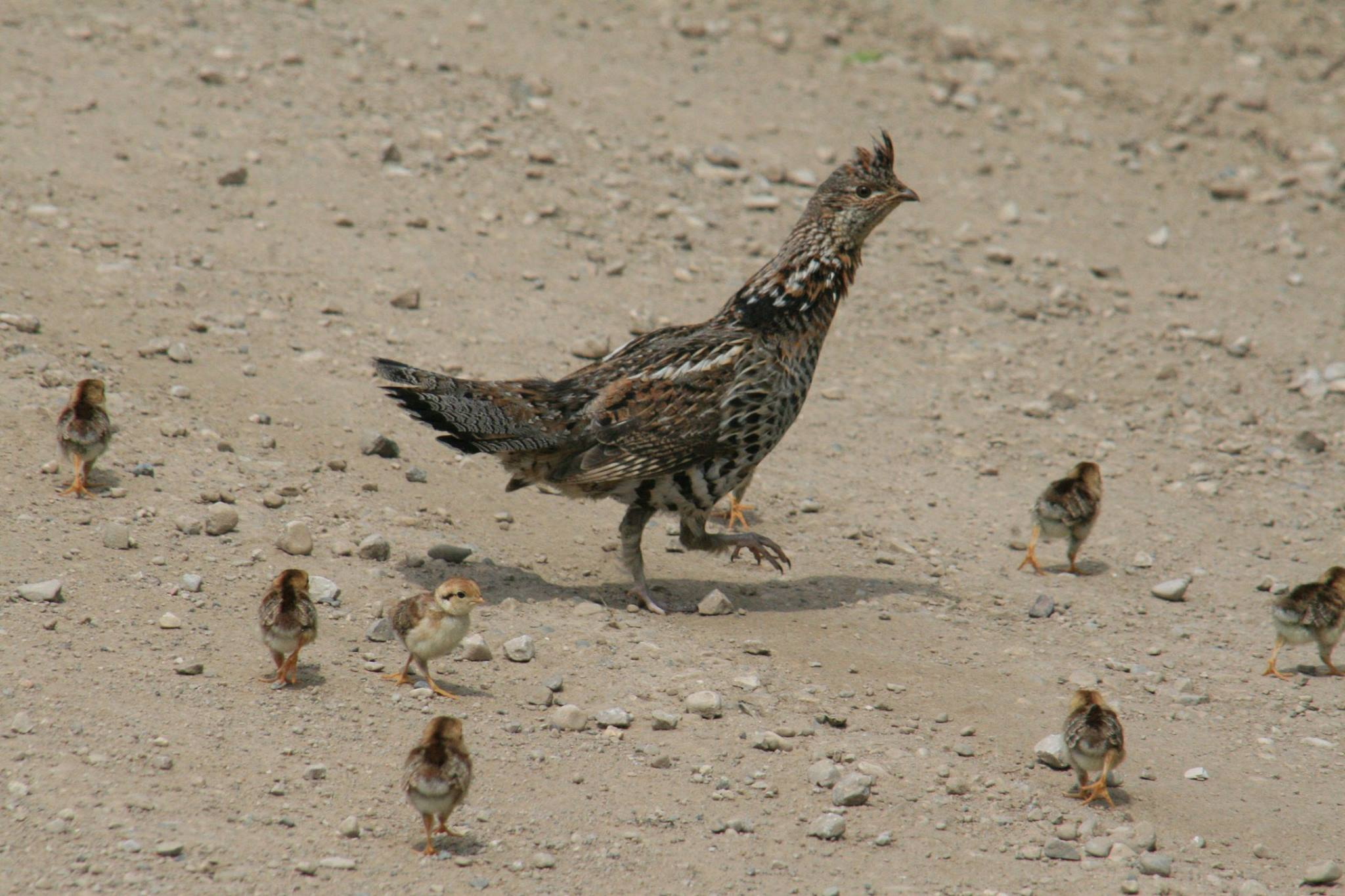
Slepice s kuřaty

Očekávaný věk dožití je u jeřábků hodně nízký. Délka jedné generace je pouhé 3 roky. Důvodem nízkého očekávaného věku dožití je především predace hnízd ze strany ostatních ptáků. Odhaduje se, že až 80 % zaniklých snůšek mají na svědomí jiní ptáci. K ptačím predátorům jeřábkových vajec patří např. krkavec velký, vrána americká a celý zástup dravých ptáků. Na vejcích si rádi pochutnají i plazi jako štíhlovka americká či užovka černá. Kromě ptačích predátorů mají jeřábkovy vejce v oblibě i lasicovité šelmy (např. norek americký, kuna rybářská, skunci), lišky obecné, medvědi baribalové nebo mývalové severní. Vedle vajec se někteří predátoři zaměřují i na samotné juvenilní či rovnou i dospělé jedince. K těmto predátorům patří hlavně větší druhy jako liška šedá, rys kanadský, kojot, rys červený a řada dravců (jestřáb lesní, moták pilch) i sov (výr virginský, puštík proužkovaný).
Nejstarší potvrzený věk jeřábka byl přes 7 let.

### Vokalizace
Vedle nevokálního bubnování dokáží jeřábci produkovat i vokální signály (zvuky vydávané pomocí hlasivek). Jak kohouti, tak samice vydávají v případě vyrušení syčící zvuky jako „psssst“ nebo „pur pur pur“. Samice mohou při vyrušení hlasitě kvílet.

### Potrava
Hlavně v zimě tvoří hlavní část jídelníčku jeřábků stromový materiál jako jsou pupeny, jehnědy, kořínky, větvičky stromů, žaludy a další semena. V řadě oblastí výskytu druhu poskytují hlavní zdroj potravy topoly, břízy, vrby, duby a dříny. V teplejších měsících jeřábci pojídají i řadu rostlin jako jsou svízele, kapraďorosty a lipnicovité.
V době sezónní dostupnosti jeřábci sezobnou i bobule, květy nebo hmyz. Kuřata požírají hlavně hmyz, který se dobře tráví a poskytuje vydatnou zásobárnu energie. Vedle toho mají kuřata rády i jetel.

## Rozšíření a stanoviště

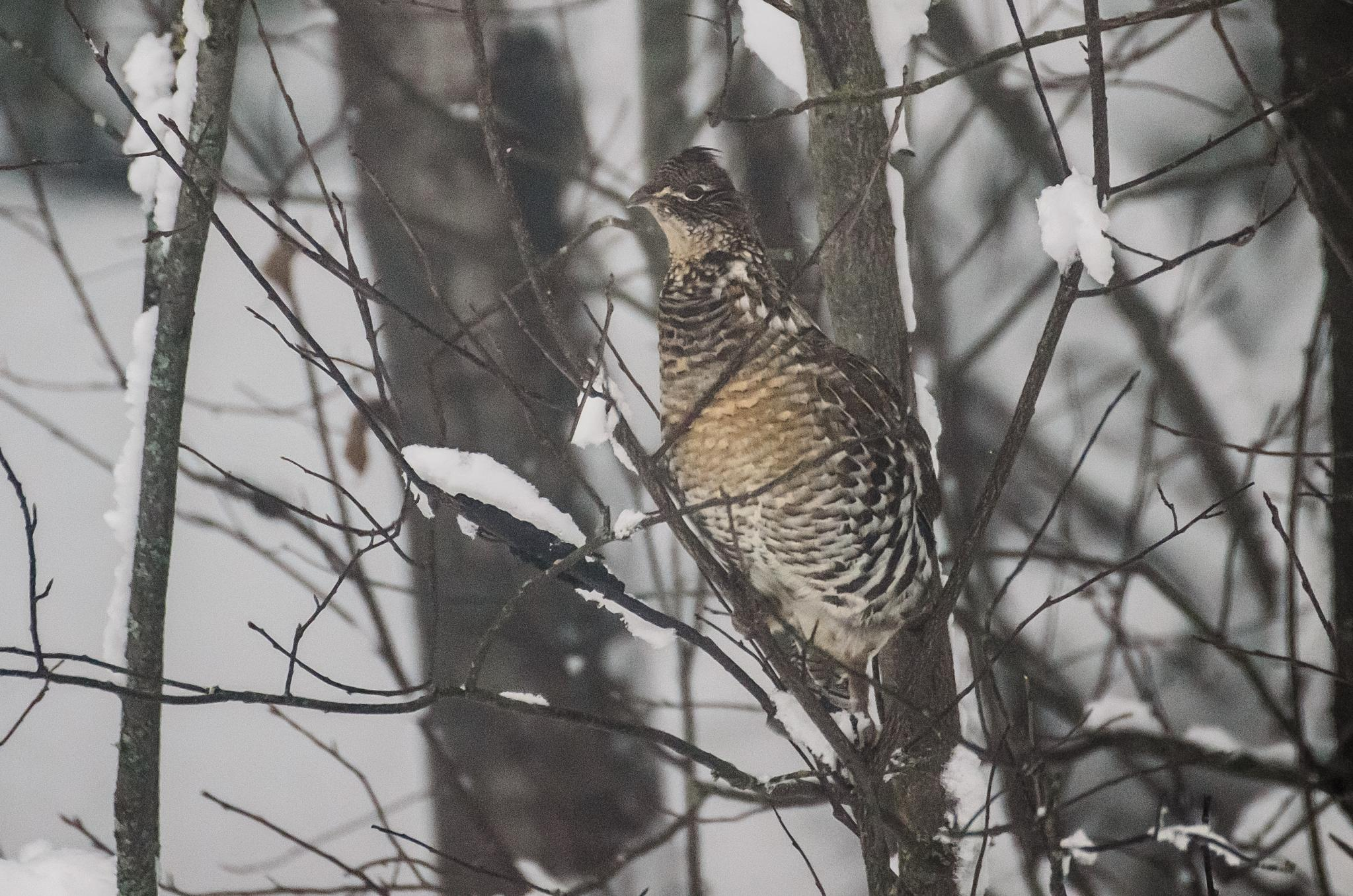
Jeřábek v typickém habitatu

Jeřábci jsou lesním druhem. Ve Spojených státech obývají lesy severních států včetně Aljašky. V Kanadě se vyskytuje takřka všude kromě severních části Kanady, kde převládá tundra. Místy je velmi hojný, nicméně hlavně v jižnějších oblastech svého areálu je méně početný a z některých místních oblastí úplně vymizel. Důvodem je patrně nadměrný lov, neboť se jedná o vůbec nejlovnějšího severoamerického tetřeva. I když lov může způsobovat místní populační poklesy, na celkovou populaci druhu má pouze malý vliv. Loveni jsou totiž hlavně menší ptáci v blízkosti cest a mýtin, kteří by stejně jinak pravděpodobně podlehli predaci. Starší, dominantní kohouti většinou obývají teritoria hlouběji v lesích, kde je lov násobně náročnější a lovci se tam zas tak často nevydávají.
Vedle lovu populaci ohrožuje i virus západního Nilu (WNV), který měl patrně vliv na prudký populační pokles pensylvánské populace v letech 2002–2005. Pensylvánské úřady proto začali s ochrannými opatřeními, které se zaměřují mj. i na omezení podzimní lovecké sezóny. V Pensylvánii jsou ochranáři zvláště aktivní, protože se jedná se o státního ptáka Pensylvánie.
Typický habitat druhu tvoří listnaté a smíšené nížinaté lesy s dostatečným množstvím nezalesněných palouků a mýtin. Jeřábek má rád oblasti říček a bývá hojnější v místech s dostatkem mladých stromků, které poskytují jeřábkům potřebnou ochranu i bohatý zdroj potravy. Mladé stromky jsou hojné v místech, kde došlo k požáru nebo těžbě a kde vyrůstá nový les. Jelikož jeřábci prosperují v takto mladých lesích, které jsou často výsledkem předchozích zásahů člověka, je možné, že novodobé rozšíření jeřábků kanadských je větší než před evropským osídlením Ameriky. Typická stanoviště jeřábků tvoří lesy s dřevinami jako jsou topoly, břízy, vrby, duby, ořechovce, javory a jasany. Občas obývá i smíšené lesy s výskytem borovic (hlavně douglaska tisolistá), modřínů a smrků.

## Populace a ochrana

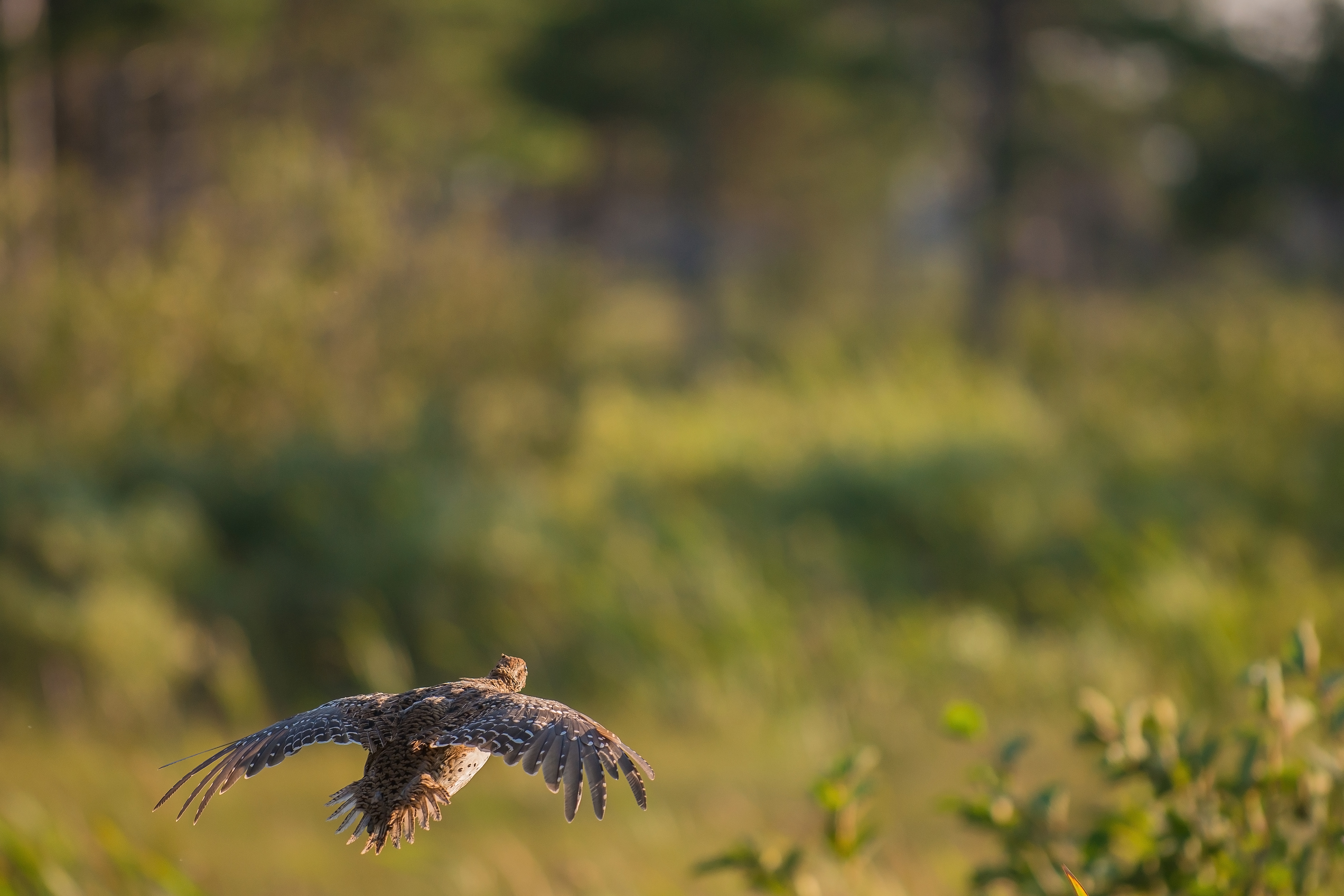
Přistávající jeřábek kanadský

Populace jeřábků kanadských klesá a stoupá ve zhruba desetiletých cyklech. I přes řadu studií a poměrně velký zájem vědců zůstávají tyto cykly neuspokojivě vysvětleny. S cílem vysvětlení cyklu byla zformována řada hypotéz zahrnující jak endogenní (nemoci, predace, potravní dostupnost) tak exogenní příčiny (počasí, sluneční skvrny, ultrafialové záření). Řada studií se při vysvětlování desetiletých cyklů populačních výkyvů zaměřila na možnou spojitost se zajíci měnivými, kteří taktéž prochází zhruba desetiletými populačními cykly. Podle těchto teorií populace jeřábků poklesne poté, co poklesne populace zajíců. Draví ptáci se totiž primárně zaměřují na zajíce, avšak jakmile jich uloví tolik, že jejich populace klesne, přejdou na jeřábky, což dává zajícům prostor na zotavení populace.
Jedná se o nejrozšířenějšího ze severoamerických tetřevů. Celková populace druhu se odhaduje na 18 milionu jedinců, z nichž cca 14 % žije v Kanadě a 86 % ve Spojených státech. I když se některé místní populace mohou ocitnout v ohrožení (např. následkem nadměrného lovu či ztráty přirozeného prostředí), celkovou populaci druhu akutně nic neohrožuje, pročež IUCN druh hodnotí jako málo dotčený.